# Tramea lacerata
Tramea lacerata – gatunek ważki z rodziny ważkowatych (Libellulidae). Występuje na terenie Ameryki Środkowej, Ameryki Północnej, Oceanii i Karaibów.